# Министерство культуры и национального наследия Польши
Министерство культуры и национального наследия Польши (пол. Ministerstwo Kultury i Dziedzictwa Narodowego Rzeczypospolitej Polskiej) — орган исполнительной власти, был создан 31 октября 2005 года путём реорганизации Министерства культуры Республики Польша.
Министерство культуры было образовано в 1944 году.
Министерство имеет дело с различными аспектами польской культуры.
С 13 мая 2024 года пост министра занимает Ханна Врублевская.